# Antoine Claude Ponthus-Cinier
Antoine Ponthus-Cinier, est un peintre français né à Lyon le 29 août 1812 et mort le 17 janvier 1885. Il est considéré comme l’un des chefs de file lyonnais du mouvement néo-classique et adopte un style arcadien. Ses œuvres couvrent tous les sites de la région lyonnaise. Il revendique l’héritage de la peinture vétudiste du XVIIIe siècle représentée à l’époque par Giovanni Antonio Canaletto en cherchant à apporter une atmosphère plus romantique.
Inscrit en 1829 à l’École des Beaux-Arts de Lyon où il ne semble pas être entré, il devient par la suite l’élève de Paul Delaroche à Paris. Il devient un peintre renommé en 1841 en obtenant le Second grand prix de Rome pour le paysage historique avec Adam et Eve chassés du Paradis Terrestre. Il passe deux années en Italie entre 1842 et 1844 et séjourna à Florence, Rome, Gênes et Naples. Ce voyage en Italie influencera fortement ses productions artistiques. 
À son retour, il effectue un long périple en Dauphiné, dans la Dombes, en Provence, les Alpes, la Savoie et les Pyrénées puis finit par se fixer à Lyon et y demeure jusqu’à sa mort. Il devient membre de la Société des aquafortistes de Paris où ses gravures rencontrent un franc succès. Il expose des paysages historiques et  paysages simples à Lyon entre 1837 et 1885, à Paris entre 1841 et 1867, à Rouen en 1869 et à Dijon en 1881. Ces œuvres exposés sont des peintures, des encres de Chine gouachées, des aquarelles et quelques eaux-fortes.  
Il légua par testament à la ville de Lyon 50 lavis, ses cahiers de raisons en trois volumes, des dessins et une rente de 1 000 francs destinée à la distribution d’un prix qui porte son nom (concours annuel de « Paysage au point de vue décoratif ») décerné par l’École des Beaux-Arts de Lyon Son atelier fut vendu à Lyon en mars 1885. Le musée des beaux-arts de Lyon, de Chalon-sur-Saône, Besançon, Brou et Chambéry possèdent ses œuvres.

## Biographie

### Famille
Antoine Ponthus-Cinier naît à Lyon le 29 aout 1812 rue Saint-Jean dans une famille de la petite bourgeoisie. Son père, Jean Joseph Ponthus Cinier, fut secrétaire de l’Administration municipale avant de devenir greffier à la Cour royale de Lyon. On ne peut établir avec certitude si celui-ci était le fils de Pierre-Ponthus Cinier, marchand-fabricant, et neveu de Jean-Joseph Cinier, sieur de la Feuillade, et de Jean-Louis Cinier, directeur des Diligences de la ville de Lyon. Sa mère est Antoinette Novet (née vers 1778, fille de François Novet, exécuté en 1794 après le siège de Lyon). Le frère du peintre, Jean-Claude (né le 18 janvier 1800) est dessinateur de fabrique lors de sa conscription militaire en 1820. On le retrouve en 1844 comme associé avec la fabrique tararienne de peluche pour chapeaux (JB.E. et P. Martin, à Paris, rue Rambeau).

### Formation
Antoine s’inscrit en 1829 à l'École des Beaux-Arts de Lyon mais selon Marius Audin et Eugène Vial, il n’y rentre pas. Il devient l’élève de Paul Delaroche à l’École des Beaux-Arts de Paris avant de voyager deux ans en Italie de 1842 à 1844. Ce voyage sera le clou de sa formation artistique. 

## Œuvres

### Genres et thèmes dans la peinture de Ponthus-Cinier

#### Antoine, peintre de paysage
Sa formation à Paris et son parcours artistique ont fait d’Antoine un peintre de paysage, genre créé en Italie au XVIIIe siècle. Avant qu’il ne voyage en Italie, les œuvres auxquelles il accorde le plus d’importance sont des compositions de paysages historiques tirés de thèmes bibliques (Adam et Ève chassés du Paradis Terrestre). À partir de son voyage en Italie, il essaye d’adapter son inspiration à de purs paysages mêlant le Romantisme français et le réalisme illusionniste italien de son temps. 
Ce qu'affectionne Antoine, c’est l’alliance des rochers qui architecturent avec l’eau en nappe ou en mare qui l’adoucit tandis que la végétation l’anime et que le ciel l’éclaire. La réminiscence des paysages italiens lui plait dans cette combinaison d’où les traces de l’homme, canaux, routes, ponts, et l’homme lui-même témoignent du présence directe. 
Les critiques d’art de son siècle tels Jouve regrettent cette répétition d’un paysage jugé trop parfait en donnant une appréciation de la technique d’Antoine : « Nous ne contesterons point à M. Ponthus-Cinier des qualités rares et distinguées, une touche fine et suave, un coloris qui a du charme et de la vérité l’art d’éclairer une toile. Mais cet air frappant de famille qu’on trouve entre tous ses paysages n’est-il pas une défectuosité de son talent ? Voyez la nature… n’est-elle pas infiniment variée dans tous ces aspects ? »

#### Dessins
L’œuvre graphique d’Antoine est assez féconde avec un album contenant des études et croquis à la plume de ses tableaux et une cinquantaine de lavis conservé aujourd’hui au musée des beaux-arts de Lyon. 

#### Types de dessins
L'œuvre graphique d’Antoine se divise en plusieurs types, il utilise notamment le dessin pour faire des paysages d'après ce qu’il observe. Il remporta en 1840 le second grand prix de dessins au concours d’esquisse peinte avec La Samaritaine. Lors de son séjour en Italie, il se constitua ainsi une collection de dessins qui lui sert plus tard comme sources et modèles pour ses œuvres ultérieures. On répertorie un nombre assez important de paysages romains, principalement des vues de paysages historiques réalisées entre 1842 et 1844, réalisé à l’encre de Chine gouachées ou avec des aquarelles. On peut distinguer les « études » pour le travail d’observation d’un paysage particulier des lavis pouvant constituer l’état final d’une œuvre. 

#### Les eaux-fortes
Antoine utilise le procédé de l’eau-forte pour obtenir ses gravures en tailles douces. Membre de la Société des aquafortistes de Paris de 1862 à 1867, plusieurs de ses eaux-fortes sont éditées par Alfred Cadart et montrent qu’il eut un lien avec l’école de Barbizon. Une série de vingt-cinq de ses eaux-fortes sera éditée en 1887 par Pierre Duperray. 

### Œuvres principales

#### Œuvres dans les collections publiques
Musée Vivant Denon, Chalon-sur-Saône :
- Le plateau bressan, vue des hauteurs de Saint-Germain (Rhône), vers 1881, huile sur toile.

#### Envois au Salon de Lyon
Salon de Lyon de 1839-1840
- Vue prise dans le Dauphiné
- Vue prise sur les bords de la Méditerranée
- Entrée de la Fusa
- Château d’Humbert

Salon de Lyon en 1841-1842
- Vue d'Izeron
- Une entrée de forêt
- Le Chêne et le Roseau
- Adam et Ève chassés du paradis terrestre (second prix de Rome au concours des paysages historiques)
- Agar
- Paysage

Salon de Lyon de 1842-1843
- Saint Benoît dans le lieu même de sa retraite à deux milles de Subiaco, Italie
- Salon de Lyon de 1843-1844
- Les Bords du Tibre à Narni
- Le Chemin de la vallée à Narni
- Effet du soir de la Sabine

Salon de Lyon de 1844-1845
- Souvenir de la villa Pamphili à Rome
- Vue du Tibre dans la campagne de Rome
- Vue de la nymphée Al’ Ariccia
- Les Bords de la mer à Neptunio

Salon de Lyon de 1846-1847
- Châteauvieux
- Saint André
- Bords du Suran
- Vallée du Suran
- Une villa
- Campagne de Rome
- L’Été

Salon de Lyon de 1847-1848
- L'automne
- Les trois principales vues des environs de Crémieux
- Vue de Châteauvieux
- Bords de la rivière d'Ain
- Château de Saint-André
- Château de Thol
- Vue du village de Lampenière
- Vue de la plaine de Hauteville
- Vue du village de Jujurieux
- Étude d’arbres
- Vallée de Subiaco

Salon de Lyon de 1848-1849
- L’hiver
- Vue prise dans les montagnes de la Sabine
- Effet du soir
- Bords de la rivière d'Ain
- Une nymphée
- Eurydice

Salon de Lyon de 1849-1850
- Salvator Rosa chez les brigands
- Opulence, les princes d’Este dans leur villa de Tivoli
- Misère, famille de bûcherons dans la forêt
- Le Bac à traille à Poncin
- Château d’Humbert, Dauphin
- Viviers de la route de Languedoc
- Montagne de Rochemaure
- Montélimar
- Vallée du Rhône
- Viviers du Rhône
- Des religieux au couvant de Pergola sur le lac Nemi distribuent du pain à des pèlerins

Salon de Lyon de 1850-1851
- 2 vues des environs de Burzet
- 2 vues des environs de Crémieux
- Coteau des environs de Crémieux
- Plateau des montagnes de la Loire
- Descente des bateaux sur la Saône
- La Clairière, Fontainebleau
- Route des Abbruzzée
- Une nymphée

Salon de Lyon de 1854-1855
- Ruines au bord de l’eau, effet de Midi
- Saule au bord de l’eau, effet du Matin
- Vallée d'Optevoz
- Groupe d’arbres de la vallée de l'Azergue
- Vue prise au pied du Revermont, effet d'Automne
- Champ de blé sur la lisière d’un bois
- Le soir dans la vallée (près d’Optevoz)
- Les Marais pontins
- La Rivière d’Ain, vue de Neuville à Poncin

Salon de Lyon de 1855-1856
- La Moisson
- Le Ravin de Népi
- L’Entrée du Bugey par la vallée de l'Ain
- La Vallée du Suran à Pampier

Salon de Lyon de 1858
- Une saulée
- Affluent de la Saône près de Genay
- Effet d’automne
- Vue de Tournon
- La Tour de Claix
- Vue prise à Morestel
- Une nymphée
- La Montagne des Couches du val Gaudemart
- Le Golfe et la ville de Terracina, vue prise au couvent des Franciscains

Salon de Lyon de 1858-1859
- Aqueduc à Mornant
- Le Pont de Claix
- Vallée du Grésivaudan
- Vallée du Drac
- Vue du pont et de la ville d'Aubenas
- Lavoir italien
- Vallon près d'Albano

Salon de Lyon de 1860
- Bucolique
- Le Réservoir d’un vieux moulin
- Crémieux, effet du matin
- Crémieux, effet du soir
- Vallée de l’Azergues
- Château de Jasseron
- Passage dans les montagnes de Revermont
- Les Plaines du bourge
- Les Délaissés de la Saône
- Les Fenaisons dans une vallée du Bourg d'Oisans

Salon de Lyon de 1861
- Tartane échouée sur les récifs du vieux port de Néron
- Souvenir du Bugey
- Site agreste
- Effet de lune à Thueyts
- Campagne de Rome près de Ponte Nomantano
- Moulin sur le cours d’un torrent
- Tobie et l’ange
- Un ruisseau

Salon de Lyon de 1862
- Tivoli
- Sommet des montagnes du Revermont
- Crasse marécageuse du Morvan
- Coteaux boisés du Morvan
- Une route du Revermont
- Vallée du Suran à Saint-André

Salon de Lyon de 1863
- Les chênes verts de la forêt de Neptuno dans les États romains
- Les promenades du Pape sur les hauteurs d'Albano

Salon de Lyon de 1864
- Un bois sacré, consacré au Dieu Pan
- Gueule d’enfer, près de Thueyts
- Voie romaine d'Ardea

Salon de Lyon de 1865
- Suzanne au bain
- Le Bon Samaritain
- La Chaste Suzanne
- Campagne de Rome

Salon de Lyon de 1866
- Chênes verts
- Paysage d’Italie

Salon de Lyon de 1867
- Chênes lièges près de Nettuno
- Brouillard d’automne

Salon de Lyon de 1868
- La Vue de l’aqueduc de Saint Fortuna

Salon de Lyon de 1869
- Vue du port de Martigues
- La Vue de la Durance
- Canal de Saint-Louis

Salon de Lyon de 1870
- Souvenir de Dauphiné

Salon de Lyon de 1872
- Florence
- Venise, vue de la rives des esclavons
- La Piazzetta à Venise
- Entrée du grand canal à Venise

Salon de Lyon de 1874
- Voie Appia

Salon de Lyon de 1875
- Forum de Pompéi
- Pompéi
- Fontaine de l’Aqua Acetosa

Salon de Lyon de 1876
- Vue de Rome
- Le port de Gènes, effet de brumes du sirocco venant de la mer
- Le pont de la place et le pont des Soupirs
- Vue de l’île de la Bartelasse. Effet du matin
- Vue du Tibre. Effet du soir

Salon de Lyon de 1877
- Rome, vue du Tibre
- Florence, vue des hauteurs de San-Miniato
- Le port et la Piazzetta de Venise
- Notre-Dame de la Salute, vue du rivage de la Piazzetta de venise
- Capri, vue de la plage
- Le rocher de Tibère, vue de la petite marine de Capri
- Forêt de Fontainebleau

Salon de Lyon de 1878
- La campagne romaine du marais pontins, le camp de Circé près et la mer
- Le palais de la reine Jeanna
- Le lac de Genève, vue prise de la vieille roure de Saint-Sergues
- Dessin au lavis, sur la nature

Salon de Lyon de 1879
- La plaine de Culoz, inondée
- Effet de lune sur le lac de Genève

Salon de Lyon de 1880
- La roche de Campdossin
- Une halte en lisière de forêt
- État des travaux de l’église de Notre-Dame de Fourvière

Salon de Lyon de 1881
- La plaine du Dauphiné, mont Cindre
- La vallée de Virieux-le-Grand

Salon de Lyon de 1882
- La ferme du Noyer
- Le cabaret d’Unaancien, relais de poste

Salon de Lyon de 1883
- La vallée de la Saône
- Le moulin de Treconas

Salon de Lyon de 1884
- L’Allier et ses délaissés à Vichy

Salon de Lyon de 1885
- Les rochers de Tibère à Capri

### Sources
- Desvernay F., Le vieux Lyon à l’exposition internationale urbaine de 1914, Lyon, 1915
- Gouttenoir B., Dictionnaire des peintres et sculpteurs à Lyon aux XIXe et XXe siècles, La Taillanderie, 2002
- Harambourg L., Dictionnaire des peintres paysagistes français du XIXe siècle, Idées et calendes, 1985
- Élisabeth Hardouin-Fugier, Le peintre et l’animal en France au XIXe siècle, édition de l’amateur, Paris, 2001
- Élisabeth Hardouin-Fugier et E. Grafe, Répertoire des peintres lyonnais du XIXe siècle en Bugey, Centre d’Art Lacoux, 1980
- Revue de la bibliothèque de Lyon, septembre 2008, numéro 20
- Sans nom, Paysagistes lyonnais, 1800-1900, musée des Beaux-Arts de Lyon, septembre 1984
- Sans nom, Livret du S.A.D.A, Lyon, années 1839 à 1885
- Sans nom, Salon de 1942, société lyonnaise des Beaux-Arts, 1942
- Gérald Schurr et Cabanne P., Dictionnaire des Petits Maîtres de la peinture, 1820-1920, tome II, les éditions de l’amateur, Paris, 1979
- Vial A. et Bailly-Herzberg J., L’eau-forte de peintre, la société des aquafortistes, tome II, Léonce Laget, Paris, 1972
- Vial E. et Audin M., Dictionnaire des artistes et ouvriers d’arts du Lyonnais, tome 2, Paris, 1918